# Noworudzki Klub Literacki Ogma
Der Noworudzki Klub Literacki  Ogma wurde 1990 in Nowa Ruda gegründet.

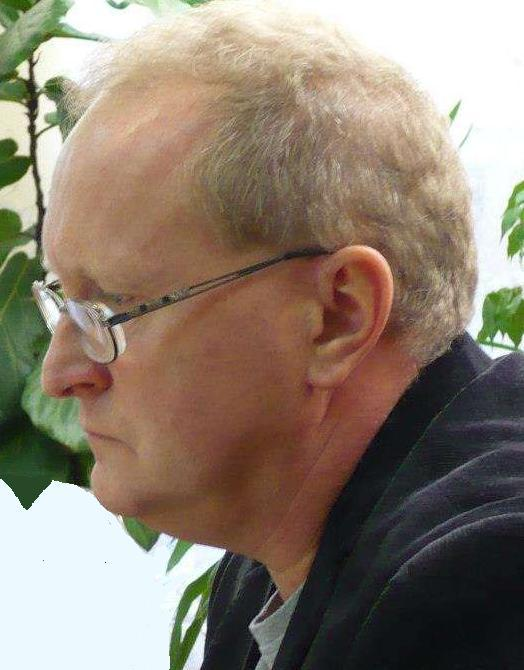
Karol Maliszewski

Die Städtische Öffentliche Bibliothek in Nowa Ruda (Niederschlesien, Polen), die nach neuen Arbeitsweisen suchte, ist zu einem Treffpunkt für Poesieliebhaber geworden, die versuchten, ihre Gefühle und Gedanken durch Lyrik auszudrücken. Zunächst trafen sich junge Künstler im Lesesaal der Bibliothek. Das erste Treffen dieser Art fand am 21. Februar 1990 statt. Dann stellte diese Einrichtung einen Raum im Untergeschoss des Hauptbibliotheksgebäudes zur Verfügung, der nach der Renovierung von Vereinsmitgliedern zu „Piwnica pod Pegazem“ wurde.
Aus dem Club wurde 1997 die polnisch-tschechische Dichtergruppe Polsko-Czeska Grupa Poeci ’97.

## Gründer
Lidia Bryk-Mykietyn, Daniel Gwoździk, Adam Kandefer, Bogdan Klim, Karol Maliszewski und Tomasz Leśniowski.

## Mitglieder
Sebastian Antolik, Lidia Bryk-Mykietyn, Weronika Gawrońska, Jarosław Grzeszyk, Daniel Gwoździk, Beata Jaroszewska, Kornelia Jaroszewska, Jakub Jóźwicki, Adam Kandefer, Krzysztof Karwowski, Bogdan Klim, Adam Korzeniowski, Magdalena Kotwica, Małgorzata Krzyżanowska, Bolesław Kubicki, Tomasz Leśniowski (David Magen), Karol Maliszewski, Ewa Marciniak, Lidia Niekraś, Angelika Niepsuj, Aneta Oczkowska, Tomasz Proszek, Beata Rumak-Eisfeld, Edmund Rychlewski, Bogusław Sobótka, Marek Sudoł, Anna Szpak, Renata Szymik, Karolina Trybała, Daniel Wielgus, Sylwia Wierdak, Sebastian Wojdyła

## Veröffentlichungen
1. „Antologia Klubu Młodych Literatów Ogma. Zeszyt 1“, 1990
2. „Antologia Poezji NKL Ogma. Zeszyt II“, 1990
3. „Mała Antologia Ogmy“, 1990
4. Karol Maliszewski „Będę przebywał jeszcze wtedy w Polsce“, 1991
5. Daniel Gwoździk „ujarzmione części świata“, 1991
6. „Antologia Poezji. Zeszyt III“, 1991
7. David Magen „na twym grobie“, 1991
8. „Antologia Poezji. Zeszyt IV“, 1991
9. Anthologie „pod powiekami z rozsypanych słów“, 1992
10. Beata Jaroszewska „jakaś dziwna radość”, Anna Szpak „gubiąc echo własnych słów“, 1992
11. Anthologie „pożegnanie z poezją“, 1992
12. Zygmunt Krukowski „Kosztowna esencja“, 1993
13. Anthologie „Dzieciom światłości“, 1994
14. Anthologie „Pióro Cię nie wypowie“, 1994
15. Anthologie „Języki drzew“, 1994
16. David Magen „Virginia Abigail“, 1995
17. Krzysztof Karwowski „Obieg w naturze“, 1995
18. „Wybierz sobie gwiazdę“, 1995
19. Anthologie „niech się dzieje wola słowa“, 1995
20. Hans Magnus Enzensberger „Nenia na jabłko“,  Übersetzung K. Karwowski, 1995
21. „13 Antologia Poezji“, 1995
22. Przemysław Jurek „Demo“, 1995
23. Zygmunt Gorazdowski „Wiersze pozostające“, 1995
24. Anthologie „Jak przed podróżą“, 1996
25. Anthologie „Gdzie indziej“, 1997
26. Beata Jaroszewska „On mieszka w drzewach“, 1997
27. Anthologie „tak sentymentalni“, 1998
28. Aneta Oczkowska „delikatność traw“, 1998
29. Anthologie „Równoległe światy“, 1998
30. Anthologie „nie jedyne nie wszystko“, 1999
31. Anthologie „Miejsce między nami“, 2000
32. Anthologie „Wyścig z czasem“, 2000
33. Renata Szymik, Bolesław Kubicki „Wiersze. Pierwsza dekada października“, 2000
34. Anthologie „patrzeć na siebie bez alfabetu“, 2001
35. Anthologie „Wyrwane z krwiobiegu“, 2002
36. Anthologie „Między granicą światów“, 2003
37. Anthologie „Nazwij to snem“, 2004
38. Anthologie „poezja mój oddech“, 2005
39. Anthologie „Cząstki języka“, 2006
40. Anthologie „Daj głos, dołącz do reszty“, 2007
41. Anthologie „wiersz wyszedł z domu“, 2008
42. Anthologie „Zaimki świata – Nowa Ruda“, 2009
43. Anthologie „Skądkolwiek, gdziekolwiek“, 2010
44. Anthologie „Luźne drwa“, 2014, ISBN 978-83-62337-92-7
45. Anthologie „opisz to/ zostań po sobie“, 2015, ISBN 978-83-941560-5-3
46. Anthologie „do podawania na zimno“,  2016, ISBN 978-83-944773-6-3
47. Anthologie „rzeźbienie z ognia“, 2017, ISBN 978-83-948259-3-5
48. Anthologie „najpiękniej najprościej“, 2018, ISBN 978-83-950307-7-2
49. Anthologie „coś mi się rymuje z“, 2019, ISBN 978-83-954998-9-0
50. Anthologie „Pewnego dnia nazwiemy wszystko od nowa“, 2020, ISBN 978-83-959354-7-3
51. Anthologie „śpiewać piosenki na ulicy“, 2021, ISBN 978-83-66996-14-4
52. David Magen „Ulica Bohaterów Getta. Wiersze wybrane“, 2022, ISBN 978-83-66996-30-4
53. Anthologie „Ucieszyło mnie ich zmartwychwstanie“, 2022, ISBN 978-83-66996-48-9
54. Anthologie „z najważniejszych rzeczy“, 2023, ISBN 978-83-66996-63-2